# Natação no Campeonato Mundial de Esportes Aquáticos de 2024 - 50 m costas feminino

A prova dos 50 metros costas feminino da natação no Campeonato Mundial de Esportes Aquáticos de 2024 foi realizada nos dias 14 e 15 de fevereiro de 2024 em Doha, no Catar.

## Formato da competição
A competição consiste em três rodadas: eliminatórias, semifinais e final. As nadadoras com os 16 melhores tempos nas baterias preliminares avançam as semifinais. Já as nadadoras com os 8 melhores tempos nas semifinais avançam a final. Desempates (swim-offs) são utilizados conforme necessário para quebrar os empates de avanço a próxima rodada.

## Cronograma
Todos os horários estão na hora local (UTC+3).
| Data            | Hora  | Evento        |
| --------------- | ----- | ------------- |
| 14 de fevereiro | 09:32 | Eliminatórias |
| 14 de fevereiro | 19:36 | Semifinais    |
| 15 de fevereiro | 19:36 | Final         |

## Recordes
Antes desta competição, os recordes mundiais e do campeonato nesta prova eram os seguintes:
| Tipo                  | Atleta    | Tempo  | Local   | Data                 |
| --------------------- | --------- | ------ | ------- | -------------------- |
|                       | Liu Xiang | 26s 98 | Jacarta | 21 de agosto de 2018 |
| Recorde do campeonato | Zhao Jing | 27s 06 | Roma    | 30 de julho de 2009  |

## Medalhistas
| Ouro                           | Prata                     | Bronze               |
| Claire Curzan · Estados Unidos | Iona Anderson · Austrália | Ingrid Wilm · Canadá |

## Resultados

### Eliminatórias
Esses foram os resultados das eliminatórias. A prova foi realizada no dia 14 de fevereiro com início às 09:32.
| Pos. | Bateria | Raia | Nadadora                | Nacionalidade                 | Tempo | Notas |
| ---- | ------- | ---- | ----------------------- | ----------------------------- | ----- | ----- |
| 1    | 5       | 4    | Ingrid Wilm             | Canadá                        | 27.81 | Q     |
| 2    | 6       | 4    | Lauren Cox              | Grã-Bretanha                  | 27.89 | Q     |
| 3    | 6       | 2    | Claire Curzan           | Estados Unidos                | 27.99 | Q     |
| 4    | 5       | 3    | Iona Anderson           | Austrália                     | 28.02 | Q     |
| 5    | 6       | 5    | Theodora Drakou         | Grécia                        | 28.09 | Q     |
| 6    | 4       | 4    | Adela Piskorska         | Polónia                       | 28.16 | Q     |
| 7    | 5       | 7    | Stephanie Au            | Hong Kong                     | 28.27 | Q     |
| 8    | 5       | 6    | Costanza Cocconcelli    | Itália                        | 28.28 | Q     |
| 9    | 4       | 3    | Kira Toussaint          | Países Baixos                 | 28.33 | Q     |
| 10   | 5       | 8    | Emma Harvey             | Bermudas                      | 28.34 | Q,    |
| 11   | 4       | 5    | Jaclyn Barclay          | Austrália                     | 28.36 | Q     |
| 12   | 6       | 8    | Tayla Jonker            | África do Sul                 | 28.37 | Q     |
| 13   | 5       | 2    | Louise Hansson          | Suécia                        | 28.38 | Q     |
| 14   | 5       | 5    | Maaike de Waard         | Países Baixos                 | 28.39 | Q     |
| 15   | 4       | 6    | Paulina Peda            | Polónia                       | 28.42 | Q     |
| 16   | 6       | 6    | Kathleen Dawson         | Grã-Bretanha                  | 28.46 | Q     |
| 17   | 6       | 0    | Barbora Janíčková       | Chéquia                       | 28.65 |       |
| 18   | 4       | 2    | Chen Jie                | China                         | 28.67 |       |
| 19   | 4       | 7    | Carmen Weiler           | Espanha                       | 28.68 |       |
| 20   | 6       | 7    | Andrea Berrino          | Argentina                     | 28.70 |       |
| 21   | 6       | 1    | Tayde Sansores          | México                        | 28.76 |       |
| 22   | 3       | 7    | Teresa Ivan             | Eslováquia                    | 28.90 |       |
| 23   | 5       | 9    | Kim Seung-won           | Coreia do Sul                 | 28.96 |       |
| 24   | 6       | 3    | Roos Vanotterdijk       | Bélgica                       | 28.98 |       |
| 25   | 6       | 9    | Nina Stanisavljević     | Sérvia                        | 29.00 |       |
| 26   | 3       | 4    | Maria Godden            | Irlanda                       | 29.13 |       |
| 27   | 5       | 1    | Camila Rebelo           | Portugal                      | 29.19 |       |
| 28   | 4       | 9    | Saovanee Boonamphai     | Tailândia                     | 29.22 |       |
| 29   | 4       | 0    | Levenia Sim             | Singapura                     | 29.35 |       |
| 30   | 4       | 1    | Xeniya Ignatova         | Cazaquistão                   | 29.40 |       |
| 31   | 4       | 8    | Fanny Teijonsalo        | Finlândia                     | 29.41 |       |
| 32   | 3       | 8    | Donata Katai            | Zimbabwe                      | 29.52 |       |
| 33   | 3       | 3    | Anastasiya Shkurdai     | Atletas Independentes Neutros | 29.58 |       |
| 34   | 3       | 9    | Mia Phiri               | Zâmbia                        | 29.61 |       |
| 35   | 5       | 0    | Masniari Wolf           | Indonésia                     | 29.80 |       |
| 36   | 3       | 5    | Patricija Geriksonaitė  | Lituânia                      | 29.88 |       |
| 37   | 3       | 6    | Abril Aunchayna         | Uruguai                       | 30.21 |       |
| 38   | 3       | 1    | Suvana Chetana          | Índia                         | 30.23 |       |
| 39   | 3       | 0    | Ariuntamir Enkh-Amgalan | Mongólia                      | 30.32 |       |
| 40   | 2       | 4    | Jessica Humphrey        | Namíbia                       | 30.43 |       |
| 41   | 2       | 5    | Eda Zeqiri              | Kosovo                        | 30.69 |       |
| 42   | 2       | 3    | Gaurika Singh           | Nepal                         | 30.80 |       |
| 43   | 3       | 2    | Wu Yi-en                | Taipé Chinesa                 | 31.11 |       |
| 44   | 2       | 6    | Chanchakriya Kheun      | Camboja                       | 31.18 |       |
| 45   | 1       | 1    | Aaliyah Palestrini      | Seicheles                     | 32.07 |       |
| 46   | 2       | 8    | Carolann Faeamani       | Tonga                         | 32.13 |       |
| 47   | 2       | 7    | Denise Donelli          | Moçambique                    | 32.21 |       |
| 48   | 2       | 2    | Noor Yusuf              | Bahrein                       | 32.39 |       |
| 49   | 1       | 7    | Maleek Almukthar        | Líbia                         | 32.41 |       |
| 50   | 2       | 1    | Idealy Tendrinavalona   | Madagáscar                    | 32.44 |       |
| 51   | 2       | 0    | Jennifer Harding-Marlin | São Cristóvão e Neves         | 35.29 |       |
| 52   | 2       | 9    | Tayamika Changanamuno   | Malawi                        | 36.40 |       |
| 53   | 1       | 5    | Kamila Ibrahim          | Comores                       | 40.21 |       |
| 54   | 1       | 4    | Aïchata Diabaté         | Mali                          | 52.22 |       |
| 55   | 1       | 6    | Assita Diarra           | Costa do Marfim               | 58.14 |       |
| –    | 1       | 2    | Hearmela Melke          | Eritreia                      | DNS   | DNS   |
| –    | 1       | 3    | Yaba Kamara             | Serra Leoa                    | DNS   | DNS   |

### Semifinais
Esses foram os resultados das semifinais. A prova foi realizada no dia 14 de fevereiro com início às 19:36.
| Pos. | Bateria | Raia | Nadadora             | Nacionalidade  | Tempo | Notas |
| ---- | ------- | ---- | -------------------- | -------------- | ----- | ----- |
| 1    | 1       | 5    | Iona Anderson        | Austrália      | 27.51 | Q     |
| 2    | 1       | 4    | Lauren Cox           | Grã-Bretanha   | 27.55 | Q     |
| 3    | 2       | 5    | Claire Curzan        | Estados Unidos | 27.65 | Q     |
| 4    | 2       | 4    | Ingrid Wilm          | Canadá         | 27.68 | Q     |
| 5    | 2       | 3    | Theodora Drakou      | Grécia         | 28.00 | Q     |
| 6    | 1       | 3    | Adela Piskorska      | Polónia        | 28.06 | Q     |
| 7    | 2       | 1    | Louise Hansson       | Suécia         | 28.13 | Q     |
| 7    | 2       | 2    | Kira Toussaint       | Países Baixos  | 28.13 | Q     |
| 9    | 1       | 1    | Maaike de Waard      | Países Baixos  | 28.14 |       |
| 9    | 1       | 6    | Costanza Cocconcelli | Itália         | 28.14 |       |
| 11   | 2       | 7    | Jaclyn Barclay       | Austrália      | 28.17 |       |
| 12   | 1       | 8    | Kathleen Dawson      | Grã-Bretanha   | 28.22 |       |
| 13   | 2       | 8    | Paulina Peda         | Polónia        | 28.33 |       |
| 14   | 1       | 2    | Emma Harvey          | Bermudas       | 28.47 |       |
| 15   | 1       | 7    | Tayla Jonker         | África do Sul  | 28.48 |       |
| 15   | 2       | 6    | Stephanie Au         | Hong Kong      | 28.48 |       |

Desempate
Uma prova extra foi realizada no dia 14 de fevereiro com início às 21:14.
| Pos. | Raia | Nadadora             | Nacionalidade | Tempo | Notas |
| ---- | ---- | -------------------- | ------------- | ----- | ----- |
| 1    | 4    | Maaike de Waard      | Países Baixos | 27.89 |       |
| 2    | 5    | Costanza Cocconcelli | Itália        | 28.24 |       |

### Final
A final foi realizada em 15 de fevereiro às 19:36. 
| Pos.              | Raia | Nadadora        | Nacionalidade  | Tempo | Notas |
| ----------------- | ---- | --------------- | -------------- | ----- | ----- |
| Medalha de ouro   | 3    | Claire Curzan   | Estados Unidos | 27.43 |       |
| Medalha de prata  | 4    | Iona Anderson   | Austrália      | 27.45 |       |
| Medalha de bronze | 6    | Ingrid Wilm     | Canadá         | 27.61 |       |
| 4                 | 5    | Lauren Cox      | Grã-Bretanha   | 27.65 |       |
| 5                 | 2    | Theodora Drakou | Grécia         | 27.84 |       |
| 6                 | 7    | Adela Piskorska | Polónia        | 28.09 |       |
| 7                 | 8    | Kira Toussaint  | Países Baixos  | 28.18 |       |
| 8                 | 1    | Louise Hansson  | Suécia         | 28.32 |       |

Legenda
| Recorde mundial       | Recorde mundial (World record)               |                       | Recorde africano                      | Recorde africano (African) |                                           | Q | Classificado por posição (Qualified) |
| Recorde do campeonato | Recorde do campeonato (Championship record)  | Recorde da América    | Recorde da América (Americas)         | q                          | Classificado por melhor tempo (Qualified) |   |                                      |
| Melhor marca do ano   | Melhor marca do ano (World leading)          | Recorde asiático      | Recorde asiático (Asian)              | DNS                        | Não largou (Did not start)                |   |                                      |
| Recorde nacional      | Recorde nacional (National record)           | Recorde europeu       | Recorde europeu (European)            | DNF                        | Não terminou (Did not finish)             |   |                                      |
| Recorde pessoal       | Recorde pessoal do atleta (Personal best)    | Recorde da Oceania    | Recorde da Oceania (Oceania)          | DSQ / DQ                   | Desclassificado (Disqualified)            |   |                                      |
| Recorde da temporada  | Recorde da temporada do atleta (Season best) | Recorde sul-americano | Recorde sul-americano (South America) | NM                         | Sem marca (No mark)                       |   |                                      |